# Charles Chong

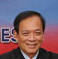
Charles Chong (2017)

Charles Chong (* 24. Juni 1953) ist ein ehemaliger Politiker aus Singapur, ein ehemaliges Mitglied der People’s Action Party, er ist auch der ehemalige amtierende Parlamentspräsident und vertritt den Wahlkreis Punggol East SMC.

## Politiker
Chong vertrat von 1988 bis 1991 den Wahlkreis Sembawang Group Representation Constituency (GRC) in Nee Soon East und von 1991 bis 1996 den Eunos GRC in Pasir Ris, den Pasir Ris GRC in Elias von 1997 bis 2001 und den Pasir Ris – Punggol GRC in Punggol South und Punggol Central von 2001 bis 2011 und Joo Chiat Single Member Constituency (SMC) von 2011 bis 2015. Derzeit vertritt er Punggol East SMC und dies seit 2015.
Chong bestritt den Wahlkreis Joo Chiat SMC bei den Parlamentswahlen 2011, nachdem dessen amtierender Abgeordneter Chan Soo Sen aus der Politik ausgeschieden war. Er gewann 9.666 oder 51,02 % der Stimmen gegen Yee Jenn Jong von der Arbeiterpartei. Chong wurde zum Stellvertreter gewählt Sprecher im 12. Parlament.
Bei den Parlamentswahlen 2015 setzte die PAP Chong in der von der Opposition gehaltenen SMC Punggol East ein und setzte den amtierenden Lee Li Lian von der Arbeiterpartei mit 51,76 % der Stimmen ab. Sein Sieg wurde von Png Eng Huat von der Arbeiterpartei in Frage gestellt. Da Chong nur zwei Tage vor dem Wahltag eine wilde Anschuldigung gegen den Stadtrat von Punggol East wegen fehlender Gelder im Wert von 22,5 Millionen US-Dollar erhoben hatte, konnte die Arbeiterpartei aufgrund der Einschränkungen des Wahltags am Abkühlungstag nicht rechtzeitig reagieren. Es ist auch das gleiche Jahr, in dem Charles Chong auch von Singapore Airlines in den Ruhestand geht.
Im Dezember 2016 gab Chong bekannt, dass bei ihm vor drei Jahren eine alkoholfreie Steatohepatitis diagnostiziert wurde und er am 1. Dezember 2016 eine Lebertransplantation hatte, die sein jüngerer Sohn Glenn einen Teil seiner Leber spendete. Er erhielt 8 Wochen medizinischen Urlaub und seine Pflicht war während seiner Abwesenheit von Teo Chee Hean gedeckt.
Am 11. Januar 2018 wurde Chong zum Vorsitzenden des Auswahlausschusses für absichtliche Online-Lügen ernannt. Seine Ernennung wurde kontrovers diskutiert, da ihm vorgeworfen wird, während der Parlamentswahlen 2015 Falschheit verbreitet zu haben, indem er unterstellte, dass Punggol East SMC nach den Arbeitern in finanzielle Schwierigkeiten geraten sei 'Partei übernahm von PAP im Jahr 2013.
Charles Chong kündigte seinen Rücktritt bei den Parlamentswahlen 2020 an, sein Nachfolger ist jedoch Raymond Lye seit November 2019.

## Persönliches Leben
Charles Chong studiert außerdem technische Ausbildung am Sydney Technical College.